# Beijing Challenger 1989
Il Beijing Challenger 1989 è stato un torneo di tennis facente parte della categoria ATP Challenger Series nell'ambito dell'ATP Challenger Series 1989. Il torneo si è giocato a Pechino in Cina dal 30 ottobre al 5 novembre 1989 su campi in cemento.

## Vincitori

### Singolare
Kim Bong-Soo ha battuto in finale  Bruce Derlin con il punteggio di 6–4, 6–2

### Doppio
Zeeshan Ali /  Bruce Derlin hanno battuto in finale  Brian Devening /  Craig Johnson con il punteggio di 6–4, 6–4